# 黑緣長鱸
黑緣長鱸，為輻鰭魚綱鱸形目鱸亞目鮨科的其中一種，分布於太平洋的台灣、日本及法屬波里尼西亞海域，棲息深度約35公尺，體長可達27.8公分，為底棲性魚類，屬肉食性，生活習性不明。

## 擴展閱讀
維基物種上的相關：黑緣長鱸